# Ludność Zgierza
- 1825 - 3 162
- 1876 - 12 023
- 1884 - 15 140
- 1897 - 19 108 (spis statystyczny)
- 1902 - 18 624
- 1904 - 18 822
- 1906 - 18 661
- 1908 - 18 355
- 1910 - 21 074
- 1912 - 21 501
- 1914 - 21 723
- 1921 - 21 116 (spis statystyczny)
- 1931 - 26 618 (spis statystyczny)
- 1939 - 28 259
- 1946 - 21 690 (spis statystyczny)
- 1950 - 26 169 (spis statystyczny)
- 1955 - 32 085
- 1960 - 36 666 (spis statystyczny)
- 1961 - 37 700
- 1962 - 38 100
- 1963 - 38 700
- 1964 - 39 200
- 1965 - 39 596
- 1966 - 40 200
- 1967 - 42 300
- 1968 - 42 900
- 1969 - 43 500
- 1970 - 43 025 (spis statystyczny)
- 1971 - 44 133
- 1972 - 45 300
- 1973 - 46 300
- 1974 - 46 974
- 1975 - 48 292
- 1976 - 49 100
- 1977 - 49 900
- 1978 - 50 800 (spis statystyczny)
- 1979 - 52 100
- 1980 - 53 091
- 1981 - 53 696
- 1982 - 54 379
- 1983 - 54 370
- 1984 - 54 878
- 1985 - 55 504
- 1986 - 56 034
- 1987 - 56 195
- 1988 - 58 583 (spis statystyczny)
- 1989 - 58 900
- 1990 - 58 970
- 1991 - 59 162
- 1992 - 59 004
- 1993 - 59 047
- 1994 - 59 093
- 1995 - 59 313
- 1996 - 59 340
- 1997 - 59 224
- 1998 - 59 015
- 1999 - 58 640
- 2000 - 58 641
- 2001 - 58 510
- 2002 - 58 300 (spis powszechny)
- 2003 - 58 201
- 2004 - 58 236
- 2005 - 58 351
- 2006 - 58 272
- 2007 - 58 164
- 2008 - 58 055
- 2009 - 57 999
- 2010 - 58 366
- 2011 - 58 163
- 2012 - 57 803
- 2013 - 57 503
- 2014 - 57 390
- 2015 - 57 234
- 2016 - 56 929
- 2017 - 56 690
- 2018 - 56 529
- 2019 - 56 190
- 2020 - 55 673
- 2021 -

## Powierzchnia Zgierza
- 1995–2005 - 42,32 km²
- od 2006 - 42,33 km²